# Steve Fuller
Pour les articles homonymes, voir Fuller.
Steve William Fuller (né le 12 juillet 1959 à New York) est un philosophe et sociologue britannique d'origine américaine. Ses travaux s'inscrivent dans le domaine des études des sciences et technologies.
Il est l'un des principaux représentants de l'épistémologie sociale (en anglais : Social epistemology), un programme de recherche interdisciplinaire qui interroge les problèmes philosophiques portant sur la connaissance à partir de méthodes et de concepts issus de l'histoire et des sciences sociales.
Son approche s'inspire du socio-constructivisme.

## Publications
- Social Epistemology, Indiana University Press, 1988 (2de édition, 2002).
- Philosophy of Science and Its Discontents, Westview Press, 1989 (2de édition, Guilford Press, 1993).
- Philosophy, Rhetoric, and the End of Knowledge, University of Wisconsin Press, 1993 (2de édition, with James H. Collier, Lawrence Erlbaum Associates, 2004)
- Science, Open University Press (UK) and University of Minnesota Press (US), 1997.
- The Governance of Science,  Open University Press, 2000.
- Thomas Kuhn: A Philosophical History for Our Times, University of Chicago Press, 2000.
- Knowledge Management Foundations, Butterworth-Heinemann, 2002.
- Kuhn vs. Popper: The Struggle for the Soul of Science, Icon Books (UK) and Columbia University Press (US), 2003.
- The Intellectual, Icon Books, 2005.
- The Philosophy of Science and Technology Studies, Routledge, 2006.
- The New Sociological Imagination, Sage, 2006.
- The Knowledge Book: Key Concepts in Philosophy, Science and Culture, Acumen (UK) and McGill-Queens University Press (NA), 2007.
- New Frontiers in Science and Technology Studies, Polity, 2007.
- Science vs. Religion? Intelligent Design and the Problem of Evolution, Polity, 2007.
- Dissent Over Descent: Evolution's 500-year War on Intelligent Design, Icon Books, 2008.